# Forestville (Nowy Jork)
Forestville – wieś w Stanach Zjednoczonych, w stanie Nowy Jork, w hrabstwie Chautauqua.